# Pablo Busch
Pablo Busch Wiesener (nacido Paul Busch;Königsaue,Prusia, 4 de noviembre de 1867 -  Portachuelo, departamento de Santa Cruz, Bolivia, 3 de mayo de 1950) fue un explorador, médico y político nacido en Alemania. Se desempeñó como subprefecto de la provincia de Ñuflo de Chávez entre 1924 y 1925 y fue el padre de Germán Busch, presidente de Bolivia entre 1937 y 1939.
Nacido en Königsaue y formado como cirujano, Busch emigró de la Alemania imperial a la región de los llanos de Bolivia durante el auge del caucho en el Amazonas. Fue accionista y gerente de sucursal de la empresa comercial alemana Zeller y Cía., y realizó varias expediciones médicas a lo largo del Amazonas y sus afluentes. Busch llevó un estilo de vida nómada, con presencia en varias comunidades del Beni y Santa Cruz. Construyó y abandonó múltiples familias y dejó muchos descendientes a lo largo de su vida.
Durante la Guerra del Acre, Busch prestó apoyo logístico a la fuerza expedicionaria boliviana comandada por el presidente José Manuel Pando. Obtuvo reconocimiento personal por sus acciones contra el bloqueo a los separatistas brasileños. En política, militó en el Partido Republicano y se desempeñó como subprefecto de la provincia Ñuflo de Chávez. Su duro mandato y su despiadada imposición del orden en medio del bandolerismo desenfrenado lo hicieron tristemente célebre en todo el departamento.
Busch se reconectó con su hijo Germán en 1937 y fue un hombre de confianza de la administración del presidente. Algunos historiadores atribuyen parcialmente su influencia a la mejora de las relaciones entre Bolivia y Alemania durante este período. Busch fue capturado en Alemania luego del estallido de la Segunda Guerra Mundial y fue internado una vez concluido el conflicto. Las gestiones diplomáticas bolivianas lograron su repatriación y murió en Portachuelo.

## Antecedentes y primeros años

### Orígenes y antecedentes familiares
Paul Busch nació el 4 de noviembre de 1867 en Königsaue, un asentamiento agrario en la fértil llanura de Magdeburgo, cerca de la ciudad homónima, en lo que hoy es el municipio de Bördeland de Sajonia-Anhalt. Su padre, Ferdinand Busch, fue Kapellmeister en la iglesia luterana en el vecino Eickendorf, enseñando música y matemáticas allí y en los pueblos adyacentes. Su madre era Bertha Wiesener y él era uno de al menos cuatro hermanos, aunque algunas fuentes citan hasta siete. 
De sus tres hermanos nombrados, sólo uno, Georg, acompañó a Busch al extranjero. «Jorge», como hispanizaron su nombre, se trasladó a Bolivia en 1906, donde capitaneó un lancha a vapor que recorría el río Mamoré al servicio de la compañía de su hermano. Después de cuatro años regresó a Alemania para trabajar en Neumünster. Otro hermano, Wilhelm, estudió filología en Berlín y pasó su vida como profesor de escuela. Poco se sabe de «Juan» -traducción de Johann, Johannes o Hans-, el supuesto hermano mayor. Contador y comerciante, la historia oral afirma que fundó una cervecería. 

### Educación y emigración
Busch completó su educación primaria en Eickendorf y asistió a la secundaria en la vecina Magdeburgo. Se graduó como médico en Halle an der Saale y completó su formación médica especializada en varios institutos alemanes.  Obtuvo un doctorado en cirugía de una universidad de Berlín con especialización en medicina tropical.  El escritor Carlos Montenegro señala que Busch estaba «casi no más que en plena adolescencia» cuando completó sus estudios universitarios. 
En 1890, a los 23 años, Busch emigró a Bolivia para buscar empleo en educación. Los motivos exactos de su marcha no están claros.  Heinrich afirma que se vio obligado a exiliarse debido a sus opiniones republicanas y antimonárquicas.  Busch reservó un pasaje en la Hamburg America Line y desembarcó en Buenos Aires. Desde allí, viajó por tierra a través de la ruta norte argentina, pasando por las ciudades de Rosario, Santa Fe y Santiago del Estero hacia la frontera boliviana.En el camino, fue atacado por bandidos, pero se dice que se defendió de sus agresores. En un relato contado por el historiador Mario Gabriel Hollweg, Busch supuestamente fracturó el cráneo de un bandido con su bastón y entregó al otro a la policía. 

## Presencia en Bolivia

### Empresas comerciales y práctica médica
A su llegada a Bolivia, Busch se instaló en Santa Cruz de la Sierra, una ciudad entonces remota y aislada de la región andina de Bolivia pero que se benefició del floreciente auge del caucho.  Busch desarrolló allí una estrecha amistad con Wálter Villinger, un compatriota emigrado de Biberach an der Riß en Baden, quien lo invitó a entrar en negocios con un tal Emilio Zeller. Zeller, un importante mayorista que emigró de Baden alrededor de la década de 1880, se había establecido en los años posteriores como el mayor industrial de la región de los llanos de Bolivia. Su empresa comercial conjunta se dedicaba principalmente al comercio de importación y exportación, pero tenía participación en varias industrias y operaba una flota considerable de lanchas a vapor que transportaban pasajeros y carga a través de los ríos de la Amazonía boliviana.  La participación de Villinger y Busch con Zeller dio origen a Zeller, Villinger y Cía., con Busch como uno de los principales accionistas de la empresa. 
Durante los años siguientes, Busch navegó por los numerosos afluentes de la cuenca del Amazonas, que conectaban comunidades aisladas con los principales centros de población del este. Él asistió -a menudo pro bono- a las necesidades médicas de las tribus indígenas locales.  Según Hollweg, su inclinación por los diagnósticos precisos, los tratamientos eficientes y los logros terapéuticos llevaron a las mentes supersticiosas a etiquetarlo como «brujo o curandero».  Entre 1893 y 1895, Busch se estableció en Trinidad, Beni, donde ejerció la medicina y administró la sucursal de la firma de sus socios. Sin embargo, pronto la creciente insatisfacción con la vida sedentaria lo impulsó a seguir adelante. Durante los siguientes ocho años, Busch vivió como seminómada. Sus recurrentes expediciones médicas y negocios en nombre de Zeller lo llevaron a frecuentar varias comunidades ribereñas de los departamentos de Beni y Santa Cruz, especialmente Baures, sede de su oficina comercial, y San Javier, donde poseía una residencia. 

### Participación en la guerra de Acre
Busch apoyó activamente al bando boliviano durante la Guerra del Acre, entre 1899 y 1903. La disputa se centró en los intentos armados de colonos separatistas brasileños de tomar el control del Territorio Nacional de Colonias de Bolivia, rico en caucho.  Las fuerzas bolivianas recibieron un apoyo considerable de voluntarios expatriados alemanes, muchos de los cuales estaban empleados por corporaciones extranjeras y nacionales que operaban en la región. Busch, por su parte, puso su lancha a vapor al servicio de la expedición boliviana, suministrando víveres y municiones. Sus exitosos esfuerzos por romper el bloqueo separatista, en el que casi fue hecho prisionero, le valieron una carta personal de reconocimiento del presidente José Manuel Pando, quien comandaba las tropas bolivianas en el campo.

### Actividades posteriores

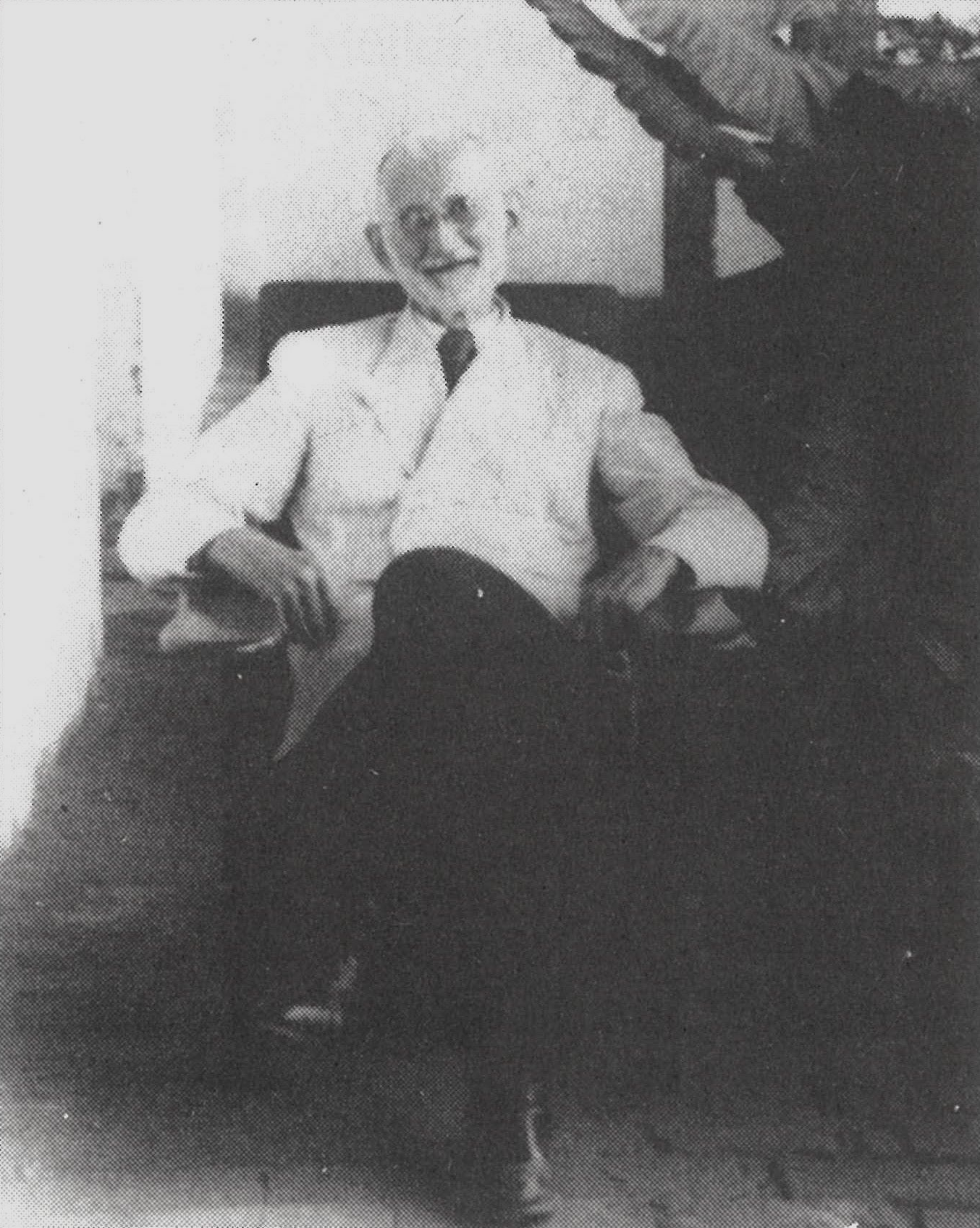
Fotografía de Busch, c. 1937–1939

En 1904, Busch se trasladó a Baures, en la provincia de Iténez, donde trabajó como gerente de sucursal de Zeller y Cía., cuya oficina local se había convertido en la casa comercial más grande de la ciudad. Aquí, en 1909, cofundó la segunda empresa editorial del Beni utilizando una imprenta importada de Alemania. Publicó El Porvenir, el único periódico del departamento fuera de Trinidad.
Durante este tiempo, Busch continuó con sus rutinarias expediciones fluviales. En 1908, mientras navegaba por el río Mamoré o el Iténez, su embarcación fue emboscada por una tribu Cayubaba. El ataque dejó a Busch gravemente herido en el estómago, pero logró llegar a Puerto Ballivián antes de ser trasladado a Trinidad. Un médico local le extrajo una flecha del abdomen, pero no pudo extraer la punta alojada en su vértebra. El 23 de julio, Busch firmó en Baures su testamento, cuyo contenido es fuente de disputa académica.
En lugar de ir a países cercanos, Busch decidió buscar tratamiento en su Alemania natal. Fue transportado por río desde Trinidad hasta el puerto transatlántico de Belém do Pará y pasó treinta días en agonía a bordo de un vapor alemán con destino a Hamburgo. Allí, Busch fue sometido con éxito a varias operaciones, donde se demostró que había sufrido siete perforaciones gastrointestinales. Pasó los siguientes años en convalecencia en Alemania, donde los gastos médicos le obligaron a vender sus acciones de Zeller y Cía. 
Busch volvió a entrar en Beni a través de los ríos Madeira y Mamoré en 1910 o 1911. Fundó una pequeña empresa de venta de mercadería de ferretería importada, pero el proyecto fracasó.  Pasó breves temporadas en las aldehuelas de Yaguarú y El Puente en la provincia de Guarayos y ejerció la medicina entre los pueblos indígenas de las misiones franciscanas aledañas. De allí, Busch se trasladó a la provincia Ñuflo de Chávez.  Se instaló definitivamente en Concepción y regresó a trabajar para Zeller y Cía. como asesor y médico de la sucursal local. Durante este tiempo, Busch también trabajó para las firmas británicas Anglo-Bolivian Rubber Co. y Trading Co. Ltda. 

### Actividades políticas
Aproximadamente a partir de 1918, se hizo común que los alemanes prominentes en Santa Cruz adquirieran la ciudadanía boliviana y participaran en el gobierno local.  Busch, por su parte, se desempeñó como médico jefe del Servicio de Sanidad Pública de Concepción.  En 1920, un golpe de Estado en La Paz derrocó al gobierno del Partido Liberal e instaló al Partido Republicano en el poder.  Busch se unió al partido, atraído por su plataforma populista.  El nuevo gobierno enfrentó la oposición constante de los liberales depuestos y funcionó bajo un estado de excepción durante varios años.  En la provincia de Ñuflo de Chávez, la situación política era muy similar, con el factor añadido del bandolerismo, rampante en la región.  Para sofocar los disturbios, la administración de Bautista Saavedra nombró a Busch subprefecto en junio de 1924.  Autoridades anteriores -incluido César Banzer, amigo personal de Busch y padre de Hugo Banzer-  habían luchado para pacificar la provincia. 
Durante su mandato, Busch llegó a ser conocido como una «autoridad severa» por los «métodos muy severos» aplicados para poner orden en la provincia.  Sus esfuerzos fueron constantemente rechazados por los liberales, quienes «sufrieron en carne propia las asperezas de la bondad selectiva del médico».  Busch dirigió una campaña implacable para acabar con el bandidaje y detener al proscrito Carmelo Hurtado.  El infame pistolero se había ganado una reputación de «bandolero romántico» y se convirtió en un héroe popular entre el pueblo.  En el conflicto entre Busch y Hurtado, «es imposible separar la ficción de la realidad».  Un relato cuenta que Busch se enfrentó a Hurtado en una escaramuza armada. El bandido supuestamente tuvo la oportunidad de matar a Busch, pero decidió perdonarlo porque «curaba gratis a los pobres».  Al final de su mandato, los habitantes de Concepción estaban al borde de la rebelión y su reputación de crueldad llegó hasta Santa Cruz de la Sierra.  Busch fue finalmente destituido el 6 de octubre de 1925 después de dieciséis meses en el cargo. 

## Relaciones y descendencia

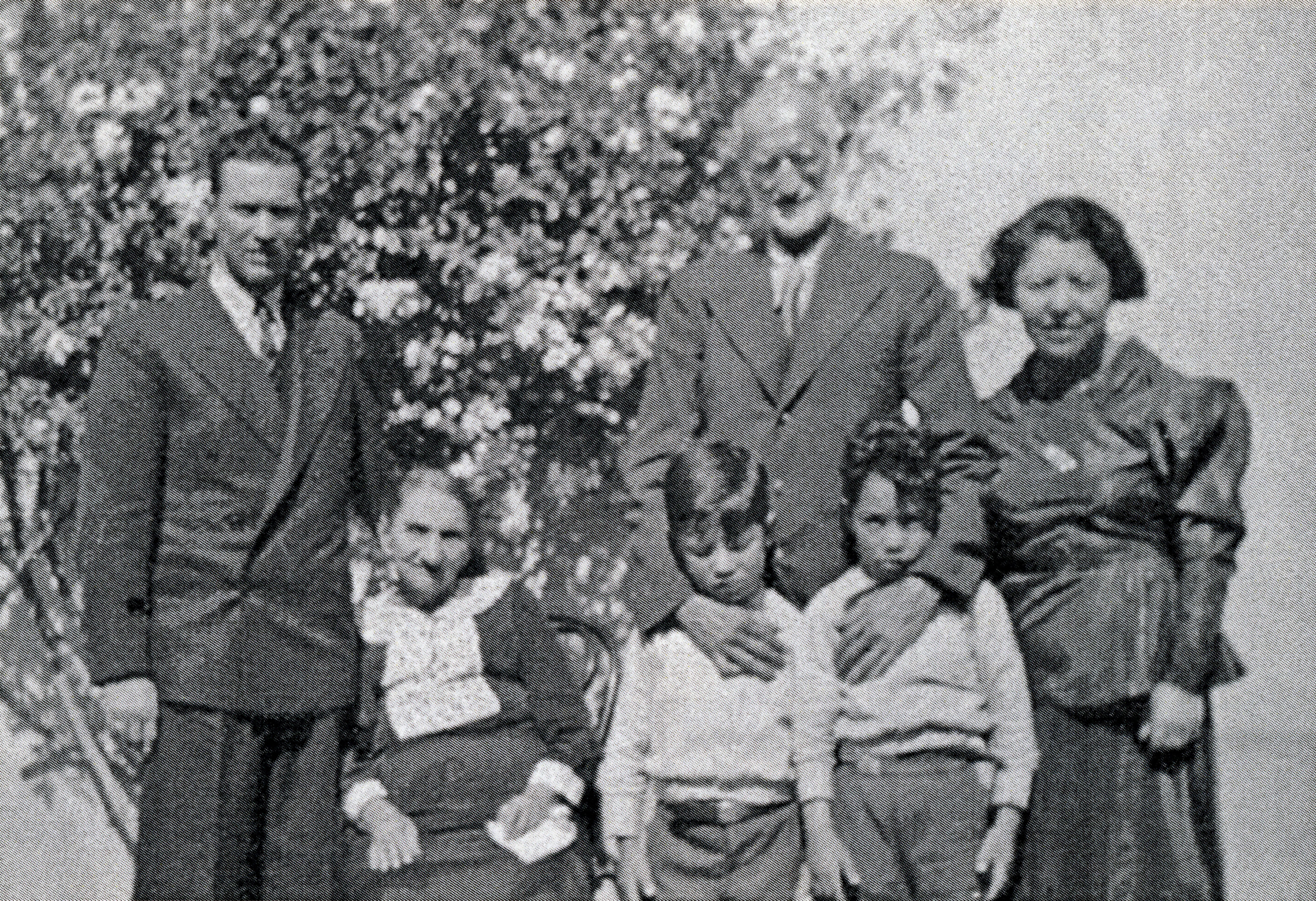
Fotografía de la familia Busch. De izquierda a derecha: Germán Busch, Raquel Becerra, Pablo Busch abrazando a sus nietos Orlando y Germán Busch Carmona, y Matilde Carmona.

### Línea Busch–Becerra
Durante una escala en Trinidad en una expedición en 1892, Busch conoció a su primera esposa, Raquel Becerra Villavicencio.  Mantuvieron una relación romántica intermitente entre las idas y venidas regulares de Busch y finalmente se casaron en Trinidad el 12 de junio de 1893. Él tenía 25 años, ella 18.
Busch tuvo cinco hijos durante su matrimonio con Becerra. Debido al estilo de vida itinerante del matrimonio, sólo la mayor, Josefina (n. 1895), nació en Trinidad, aunque en el muy cuestionado testamento de Busch se menciona como su lugar de nacimiento Santa Ana del Yacuma. Los cuatro restantes nacieron a lo largo de las rutas de las expediciones de Busch. Bertha Beni (n. 1897) nació en Villa Bella o en algún lugar a lo largo del río Beni entre allí y Cachuela Esperanza. Elisa (n. 1900) y Pablo (n. 1901)  nacieron en San Javier. El lugar de nacimiento del quinto y más joven hijo de Busch con Becerra, Germán (n. 1903), sigue siendo un tema de debate entre historiadores, que afirman que es El Carmen del Iténez o San Javier. Las opiniones a menudo se orientan en líneas regionales dependiendo de si el partido defensor es de Beni o de Santa Cruz.
Josefina se casó con Miguel Kiyoto, un inmigrante japonés y comerciante, en 1932.Bertha se casó con Samuel Ávila Alvarado en 1911, de donde descienden las familias Ávila-Busch y Ávila-Chávez de Trinidad.  Un ganadero Ávila sirvió posteriormente como diplomático y senador.  Elisa y el profesor Alberto Natusch Velasco se casaron en San Javier el 27 de enero de 1900; por ellos, Busch es el abuelo materno de Alberto Natusch Busch, presidente de Bolivia en 1979.El joven Pablo se convirtió en médico como su padre y heredó su tendencia a la promiscuidad; sucumbió a la adicción en su juventud y murió de una sobredosis en abril de 1932.
Apenas unos meses después del nacimiento de Germán, Busch abandonó a la familia.  Según su nieta, Gloria Busch Carmona, la narrativa familiar es que Busch «vio a una hermosa niña de 14 años, se enamoró locamente y dejó a [Becerra] y a sus hijos para irse con ella».  Busch permaneció distanciado de su familia; él y Becerra se reunieron sólo una vez en 1938, y estuvo ausente de la vida de sus hijos hasta bien entrada la edad adulta. 
A lo largo de su vida, Germán envió cartas esporádicas a Busch, que no obtuvieron respuesta. Finalmente aceptó reunirse en 1937 después de que su hijo escribiera un último mensaje enmarcado como un ultimátum.  El 5 de julio, Germán partió hacia Concepción en un pequeño Junkers W 34, pero el avión no llegó como estaba previsto. Su aparente desaparición «hundió a [Busch] en la más negra desesperación y remordimiento».  Busch narró después que se había dado una hora para que Germán llegara o de lo contrario se suicidaría: «Me [pegaría] un tiro, porque, caído en el bosque y devorado por las alimañas, [mi hijo hubiera] muerto por culpa mia, por el anhelo de ver a su padre». En cuestión de una hora, el avión aterrizó y «padre e hijo se confundieron en un largo abrazo».  Fue «el episodio más extraordinario de [la] vida [de Germán]», dice el historiador  Porfirio Díaz Machicao. 
Tres días después de su regreso de Concepción, Germán asumió la presidencia de Bolivia.  A partir de entonces, Busch -quien, según todos los indicios, nunca antes había puesto un pie en La Paz- se convirtió en una presencia habitual en el Palacio Quemado.  Matilde Carmona, la primera dama, resintió la «súbita devoción paternal, porque le pareció, con razón, interesada».  Para el historiador Robert Brockmann, «es dudoso el amor filial de un padre que desprecia ... a su hijo recién nacido y luego se aferra a él cuando se hace poderoso».  Debido a su enorme influencia, «es muy probable» que el padre del presidente, nacido en Alemania, haya jugado un papel en la profundización de los vínculos del gobierno boliviano con el Tercer Reich durante este período.  Busch se reunió con varios funcionarios alemanes en nombre de la administración; discutió las relaciones económicas con Ernst Wendler y Joachim von Ribbentrop y asistió a una ópera con Adolf Hitler, a quien le regaló una colcha de lana de vicuña. 

### Línea Busch–Baldivieso
Durante su estancia en Baures, Busch conoció a Petrona Baldivieso, la hija mestiza del cacique mayor. Busch y Baldivieso nunca se casaron.  Tuvieron un hijo, Carlos (n. 1908), nacido en Baures.  Meses después, Busch sufrió el ataque que le obligó a buscar tratamiento en Alemania. Una vez curado, Busch regresó a Bolivia pero no a Baldivieso ni a su hijo.  Carlos sirvió posteriormente con distinción en la Guerra del Chaco, donde alcanzó el rango de teniente.  Fue jefe de policía de Santa Cruz de la Sierra en 1938, durante el gobierno de su medio hermano, Germán. Murió asesinado junto con su hija en 1946. 

### Línea Busch–Antelo
En 1912, Busch se casó con Enriqueta Antelo Hurtado, una mujer de Santa Rosa de la Mina, a quien había conocido unos días antes. Su primer hijo, Gustavo ( n. 1915), murió en la infancia. Su segundo hijo, también llamado Gustavo (n.1916), nació en El Puente. Gustavo estudió administración de empresas y se convirtió en un destacado locutor y personalidad radial; fue propietario de las emisoras Libertad en La Paz y Centenario en Santa Cruz.  Dora (n. 1928), la menor de los hijos de Busch, nació en Concepción. Su hijo, Herland Vaca Díez Busch,  reconocido nefrólogo, se desempeñó como presidente del Comité Cívico Pro-Santa Cruz de 2011 a 2013 y fue director de la Sociedad de Estudios Estudios Geográficos e Históricos de Santa Cruz. 

## Vida posterior y muerte
Busch partió hacia Alemania para recibir una cirugía de cataratas el 10 de mayo de 1939.  Estaba en Génova cuando recibió el telegrama que informaba del repentino suicidio en el cargo de su hijo Germán, el 23 de agosto. Como muchos miembros de la familia Busch, culpó de la muerte a sus suegros, los Carmona.  Una vez en Alemania, Busch fue tomado por sorpresa por el comienzo de la Segunda Guerra Mundial el 1 de septiembre; permaneció atrapado en el Tercer Reich durante todo el conflicto. A pesar de su avanzada edad, fue obligado a prestar servicio como cirujano de campaña en Neumünster, en Schleswig-Holstein.  Al concluir la guerra, Busch fue internado en un campo de prisioneros de guerra británico y José Saavedra, antiguo rival político de su difunto hijo, le quitó su pasaporte diplomático. La decisión dejó a Busch indocumentado, junto con millones de otros alemanes desplazados.
Algún tiempo después de la guerra, gracias a los esfuerzos diplomáticos de Aniceto Solares, el ministro de Asuntos Exteriores boliviano que presionó a las autoridades británicas, Busch y otros nacionales fueron liberados y repatriados. Volvió a Bolivia en 1946 o 1948. Antes de su regreso, Busch se casó con su sobrina, unos cuarenta años menor que él, quien lo acompañó a Bolivia. Incapaz de aclimatarse al clima tropical, regresó a Alemania poco tiempo después.  El gobierno de Carlos Quintanilla había decretado que a Busch se le otorgara una pensión vitalicia de 2.000 bolivianos mensuales, que nunca recibió.  Pasó sus últimos años en Portachuelo, donde falleció el 3 de mayo de 1950. Hollweg afirma que murió de neumonía, pero Brockmann afirma que su familia desconoce la causa de su muerte. Sus restos están enterrados en el mausoleo de la familia Kiyoto-Busch en La Paz. 
Una figura excéntrica, descrita como mitad filantrópica y mitad cruel, los relatos históricos de la vida de Busch están impregnados de folclore y a menudo son contradictorios. Su legado está estrechamente entrelazado con el de su hijo, Germán.  Para Brockmann, Busch fue un «intrépido pionero ... a quien Bolivia le debe además la exploración de no pocos ríos ... en una época en que tal aventura requería del valor y temeridad».  Sus hazañas «dejaron leyenda en San Javier y Concepción, donde con sombrero alto, maletín quirúrgico y fusil anduvo haciendo guerra a los temibles bandidos de aquellas regiones gumíferas», relata Augusto Céspedes. 

### Publicaciones digitales e impresas
- «Fallece hermano del expresidente de Bolivia Germán Busch Becerra». AlMinuto.com.bo (La Paz). 12 de agosto de 2011. Archivado desde el original el 10 de julio de 2012.
- Fortún V., Juan Carlos (22 de febrero de 2024). «Fallece Herland Vaca Díez; deja un legado en la salud y las luchas cívicas». El Deber (Santa Cruz de la Sierra). p. 5.
- Herrera, Ricardo (15 de julio de 2017). «Descendientes de Busch, contra el libro de Brockmann». El Deber (Santa Cruz de la Sierra). Archivado desde el original el 15 de julio de 2017.
- Komori, Mirka (8 de febrero de 2019). «Inmigrantes japoneses en Trinidad y Rurrenabaque». En «Exhibición histórica del 120 aniversario de la inmigración japonesa a Bolivia». La Paz: Embajada del Japón en Bolivia. p. 7.
- Ortega, Erick (2 de octubre de 2019). «Dos, nuevos, disparos sobre la historia de Germán Busch». La Razón (suppl.) (La Paz). Archivado desde el original el 3 de octubre de 2019.

### Revistas académicas
- Lijerón Casanovas, Arnaldo (June 2011). «Tte. Gral. Germán Busch Becerra: La estirpe beniana del héroe legendario». Fuentes (La Paz) 5 (14): 19-30. ISSN 1997-4485 – via SciELO.
- Pinto Cascán, Darwin (June 2023). «El origen del héroe: Germán Busch y su fundamentado nacimiento en Santa Cruz». Aportes (Santa Cruz de la Sierra) 1 (34): 101-116. ISSN 2306-8671. doi:10.56992/a.v1i34.414 – via SciELO.

### Libros y enciclopedias
- Brockmann, Robert (2017). Dos disparos al amanecer: Vida y muerte de Germán Busch (segunda edición). La Paz: Plural Editores. ISBN 978-99954-1-768-0. OCLC 1004307669.
- Céspedes, Augusto (1968). El dictador suicida: 40 años de historia de Bolivia (segunda edición). La Paz: Librería Editorial Juventud. OCLC 555817706. (requiere registro).
- Crespo, Alfonso (1999). Banzer: El destino de un soldado. Buenos Aires. OCLC 912814782.
- Heinrich Balcázar de Suárez, Delia (2005). Travesía de los inmigrantes alemanes al Beni. Trinidad. OCLC 172562190.
- Díaz Machicao, Porfirio (1957). Historia de Bolivia: Toro, Busch, Quintanilla (1936–1940) III (segunda edición). La Paz: Librería Editorial Juventud. OCLC 977770869.
- Hollweg, Mario Gabriel (1995). Alemanes en el Oriente boliviano: Su aporte al desarrollo de Bolivia (1534–1918) I. Santa Cruz de la Sierra: Imprenta Ed. Sirena. OCLC 365239192.
- Hollweg, Mario Gabriel (1997). Alemanes en el Oriente boliviano: Su aporte al desarrollo de Bolivia (1918–1945) II. Santa Cruz de la Sierra: Industrias Gráficas Sirena. OCLC 252831173.
- Montenegro, Carlos (2015).  Baptista Gumucio, Mariano, ed. Germán Busch y otras páginas de historia de Bolivia (segunda edición). La Paz: Librería Editorial LewyLibros.